# Porto do Capim
O Porto do Capim é uma região localizada às margens do Rio Sanhauá, em João Pessoa, capital do Estado da Paraíba. A região possui um significativo valor histórico, pois é considerada local de nascimento do município e faz parte do Centro Histórico de João Pessoa. Segundo dados do IBGE (2010), a prefeitura de João Pessoa reconhece quatro divisões habitacionais do Porto do Capim, que são: Frei Vital, Praça 15 de Novembro, Porto do Capim e Vila Nassau, e as considera como "aglomerado subnormal". Pesquisa de 2012 identificou 228 famílias morando nessa região.